# Commune (Algérie)
 (octobre 2020).
Si vous disposez d'ouvrages ou d'articles de référence ou si vous connaissez des sites web de qualité traitant du thème abordé ici, merci de compléter l'article en donnant les références utiles à sa vérifiabilité et en les liant à la section « Notes et références ».
Pour les articles homonymes, voir Commune (homonymie).
La commune (en arabe : بلدية, en tamazight : Taɣiwant) est la collectivité territoriale algérienne de base, à la fois collectivité disposant de la personnalité morale, dotée de ses propres organes, délibératif et exécutif, et plus petite subdivision administrative de l'organisation territoriale de l'État algérien. Cette double compétence de la commune est exercée par le président de l'Assemblée populaire communale (APC), qui est conjointement le représentant de la commune et le représentant de l'État au niveau communal.
L'autre collectivité territoriale algérienne est la wilaya, qui est subdivisée en daïras, subdivisions strictement administratives.

## Histoire
En Algérie, les regroupements d'habitants s'appelaient, selon les régions et les dialectes locaux, « douar », « dechra » ou « ksar ».[réf. nécessaire]
Les Français conservèrent, au départ, le même découpage mais changèrent la dénomination de ces regroupements. C'est ainsi qu'il y eut :
- les bureaux arabes dirigés par un militaire au grade de capitaine ou lieutenant se situant au Sahara, ou pas forcément comme Tébessa ;
- les communes de plein exercice bénéficiant des mêmes droits et prérogatives que les communes métropolitaines. Ces communes ont un grand nombre d'Européens. Les premières villes à obtenir ce statut sont Alger, Bône, Blidah, Oran, Mostaganem et Philippeville par l'ordonnance du 31 janvier 1848[1]. Ces différentes communes comprenaient donc une majorité d'Européens mais aussi des indigènes (musulmans et israélites) et aussi des étrangers (Marocain, Tunisiens) ;
- les communes mixtes regroupaient à la fois des indigènes et des Européens.

## Réorganisation territoriale
Une année après l'indépendance de l'Algérie, les communes sont réorganisées. Le nombre de municipalités a été diminué pour pallier les difficultés d'encadrement et le vide administratif légués par l'administration coloniale à la suite du départ massif des Européens. Le nombre de communes, passe de 1577 à 676. Le code communal stipule dans son article premier que la « commune est la collectivité territoriale politique, administrative, économique et sociale de base ».
À la suite de la refonte de l'organisation territoriale des wilayas de 1974. Les communes, sont peu touchées par ce nouveau découpage. Le nombre de communes passe de 676 à 703, puis à 704 communes en 1977. La réorganisation territoriale de 1984 fait passer le nombre des wilayas de 31 à 48 ; parallèlement le nombre de communes a doublé. En effet, il passe de 676 en 1963 à 1 541 communes en 1984.
La modification de la composition des collectivités territoriales de 1997, concerne l'organisation territoriale de la wilaya d'Alger. Le nombre de communes de la wilaya d'Alger est passé de 33 à 57. 24 communes des wilayas limitrophes ont été rattachées à cette wilaya. À cette occasion, Alger est dotée d'un statut particulier l'élevant au rang de Gouvernorat du Grand Alger (G.G.A). Il était composé de 28 arrondissements urbains et de 29 communes. Cette organisation particulière a été abrogée en 2000.

## Évolutions législatives

### Période coloniale
- Dalloz nouveau répertoire édition 1962 Tome I .pages 173 à 187
- Loi du 5/4/1884 article 164.
- Loi du 5/8/1918.
- Décret du 28/6/1956 : Suppression des communes mixtes et généralisation des communes de plein exercice[3].
- Décret du 26/2/1959 : composition des conseils municipaux.
- Décret du 22/9/1959 : pouvoir du chef de la section administrative spécialisée (SAS).
- Décret du 28/10/1959 : qui supprime les derniers douars subsistant dans les communes d'Algérie[4].

### République algérienne
- Ordonnance no 67-24 du 18 janvier 1963 portant sur le code communal[2].
- Ordonnance no 74-69 du 2 juillet 1974 relative à la refonte de l'organisation territoriale des wilayas[2].
- Loi no 84-09 du 4 février 1984 portant sur l'organisation territoriale du pays[2].
- Ordonnance no 97-14 du 31 mai 1997 relative à l'organisation territoriales de la wilaya d'Alger[2] .
- Ordonnance no 97-15 du 31 mai 1997 fixant le statut particulier du Gouvernorat du Grand Alger[2].
- Ordonnance no 2000-01 du 1er mars 2000 relative à l'administration de la wilaya d'Alger et ses communes[2].
- Décret présidentiel no 2000-45 du 1er mars 2000 portant sur la modification du décret no 97-15[2].